# Zbigniew Łobodziński
Zbigniew (Zbyszko) Łobodziński (ur. 18 czerwca 1919 w Ołomuńcu, zm. 15 kwietnia 2001 w Gdańsku) – polski aktor teatralny i radiowy.

## Życiorys
Na scenie debiutował w 1937 roku, grając epizodyczne rolne w Teatrze Marii Malickiej. Rok później zdał egzamin aktorski ZASP, a ostatni sezon przed wybuchem II wojny światowej spędził na deskach Teatru Małopolskiego w Stanisławowie.
Pod koniec wojny trafił do Teatru Dramatycznego 2. Korpusu Polskiego Sił Zbrojnych na Zachodzie. Po powrocie do kraju grał kolejno w teatrach: Polskim w Poznaniu (1947-1948), Śląskim w Katowicach (1948-1949), im. Stefana Jaracza w Olsztynie (1949-1950) oraz Ateneum w Warszawie (1950-1951). W latach 1951-1958 był członkiem zespołu gdańskiego Teatru Wybrzeże, a następnie przeniósł się do Łodzi, gdzie występował w Teatrze Powszechnym (1958-1959) oraz Teatrze im. Stefana Jaracza (1959-1964). Kolejne lata spędził w Krakowie jak aktor Teatru im. Juliusza Słowackiego (1964-1966) oraz Teatru Rozmaitości (1966-1968). Następnie powrócił na stałe do Gdańska, grajac w Teatrze Ziemi Gdańskiej (do 1972 roku) oraz Teatrze Wybrzeże (do przejścia na emeryturę w 1989 roku). Wystąpił również w ośmiu spektaklach Teatru Telewizji (1967-1989) oraz czternastu audycjach Teatru Polskiego Radia (1952-1982).
Za swoje zasługi otrzymał Złoty Krzyż Zasługi (1976), Krzyż Kawalerski Orderu Odrodzenia Polski (1986) oraz Odznakę „Zasłużony Działacz Kultury”. Został pochowany na cmentarzu katolickim w Sopocie.

## Filmografia
- Młodość Chopina (1952) - Seweryn Goszczyński
- Obok prawdy (1964)
- Gdzie jesteś, Luizo? (1964) - redaktor radiowy
- Kazimierz Wielki (1975)
- Medium (1985)
- Tulipan (1986) - odźwierny w hotelu (odc. 1)

Źródło: